# I (POP ART TOWNの曲)
「i」（アイ）は、日本のロックバンド・POP ART TOWNの通算6作目のシングル。2020年2月24日にCat Walk Recordsより発売。

## 概要
2020年2月17日に予告。前作『Petrichor』より約9か月を経てのリリース。
歌詞検索UtaTenは、歌い出しはキメのあるサビから始まり、テンポの速さ、鍵盤の上を踊るようなピアノ、間奏のベースソロ、真っ逆さまに落ちていくようなギターソロなどから「場面転換が速すぎるミュージカル」と評している。
2ndアルバム『Sensation』に収録された。

## 収録曲
| 全作詞・作曲: こーや、全編曲: POP ART TOWN。 |           |        |            |      |
| #                                            | タイトル  | 作詞   | 作曲・編曲 | 時間 |
| 1.                                           | 「i」     | こーや | こーや     | 4:26 |
| 合計時間:                                    | 合計時間: | 4:26   |            |      |

※アルバム『Sensation』に収録されている曲では4分28秒と、曲の長さが微妙に異なっている。